# John Gillespie
Pour les articles homonymes, voir Gillespie.
Pas d'image ? Cliquez ici

a Compétitions nationales et continentales officielles uniquement.

b Matchs officiels uniquement.
John Imrie Gillespie, né le 16 janvier 1879 à Édimbourg et mort dans la même ville le 5 décembre 1943, est un joueur de rugby écossais, évoluant avec l'Écosse et le club d'Edinburgh Academicals. 

## Carrière
John Gillespie dispute son premier test match le 11 mars 1899 contre l'équipe d'Angleterre. Il dispute son dernier test match le 19 mars 1904 contre l'équipe d'Angleterre. Au total, il joue dix matchs et inscrit cinq essais et six transformations, soit 27 points. Il a également l'honneur de partir en tournée avec les Lions en Afrique du Sud lors de l'année 1903, disputant 19 rencontres dont trois test matchs.

## Palmarès

### Avec l'Écosse
- 10 sélections pour l'Écosse.
- 5 essais, 6 transformations
- 27 points.
- Sélections par année : 1 en 1899, 2 en 1900, 3 en 1901, 2 en 1902, 2 en 1904
- Participation aux tournois britanniques en 1899, 1900, 1901, 1902, 1904

- Triple couronne dans le Tournoi britannique de rugby à XV 1901.
- Victoire dans le Tournoi britannique de rugby à XV 1904.

### Avec lesLions
- 3 sélections pour les Lions.
- 2 transformations
- 4 points.
- Sélections par année : 3 lors de l'année 1903, en Afrique du Sud.